# جورج فيلالبوندو
جورج فيلالبوندو (بالإسبانية: Jorge Villalpando) (13 مارس 1985 بمدينة بويبلا في المكسيك - ) هو لاعب كرة قدم مكسيكي في مركز حراسة المرمى. لعب مع أتلانتي إف سي ونادي أطلس ونادي باتشوكا ونادي بويبلا ونادي تشياباس ونادي تولوكا ونادي موريليا الرياضي.

## روابط خارجية
- جورج فيلالبوندو على موقع قاعدة بيانات كرة القدم.إي يو (الإنجليزية)
- جورج فيلالبوندو على موقع AS.com (الإسبانية)